# Polyphagotarsonemus latus
Polyphagotarsonemus latus este o specie microscopică de acarieni. El este un parazit ale unor specii de plante agricole, inclusiv plante importante ca: vița de vie, mărul și alți arbori fructiferi. El este răspândit în multe zone din întreaga lume. Aduce mari daune în sere.
Infecția cu Polyphagotarsonemus latus provoca ofilirea, răsucirea, înnegriea și moartea frunzelor și florilor. Acarianul preferă locurile cu umiditate ridicată și temperatură scăzută. Efectivul poate fi controlat prin eliminarea și distrugerea plantelor infestate administrarea unui acaricid special. 